# Mirko Braem
Pour les articles homonymes, voir Braem.
Mirko Braem, né le 2 octobre 1978 à Eupen est un homme politique belge germanophone, membre du Christlich Soziale Partei.
Il est producteur indépendant.

## Fonctions politiques
- 2000-     : conseiller communal à La Calamine
- 2014-2018     : membre du parlement germanophone en remplacement de Pascal Arimont, député européen, empêché.